# 望海满族乡
望海满族乡是中华人民共和国辽宁省葫芦岛市兴城市下辖的一个民族乡。

## 行政区划
望海满族乡下辖以下村级行政区划单位：
望海村、范罗村、柳家村、新白村、于家村、黑庄村、牛营村、朱家沟村、曲河村和四方村。